# Éolienne Liberty

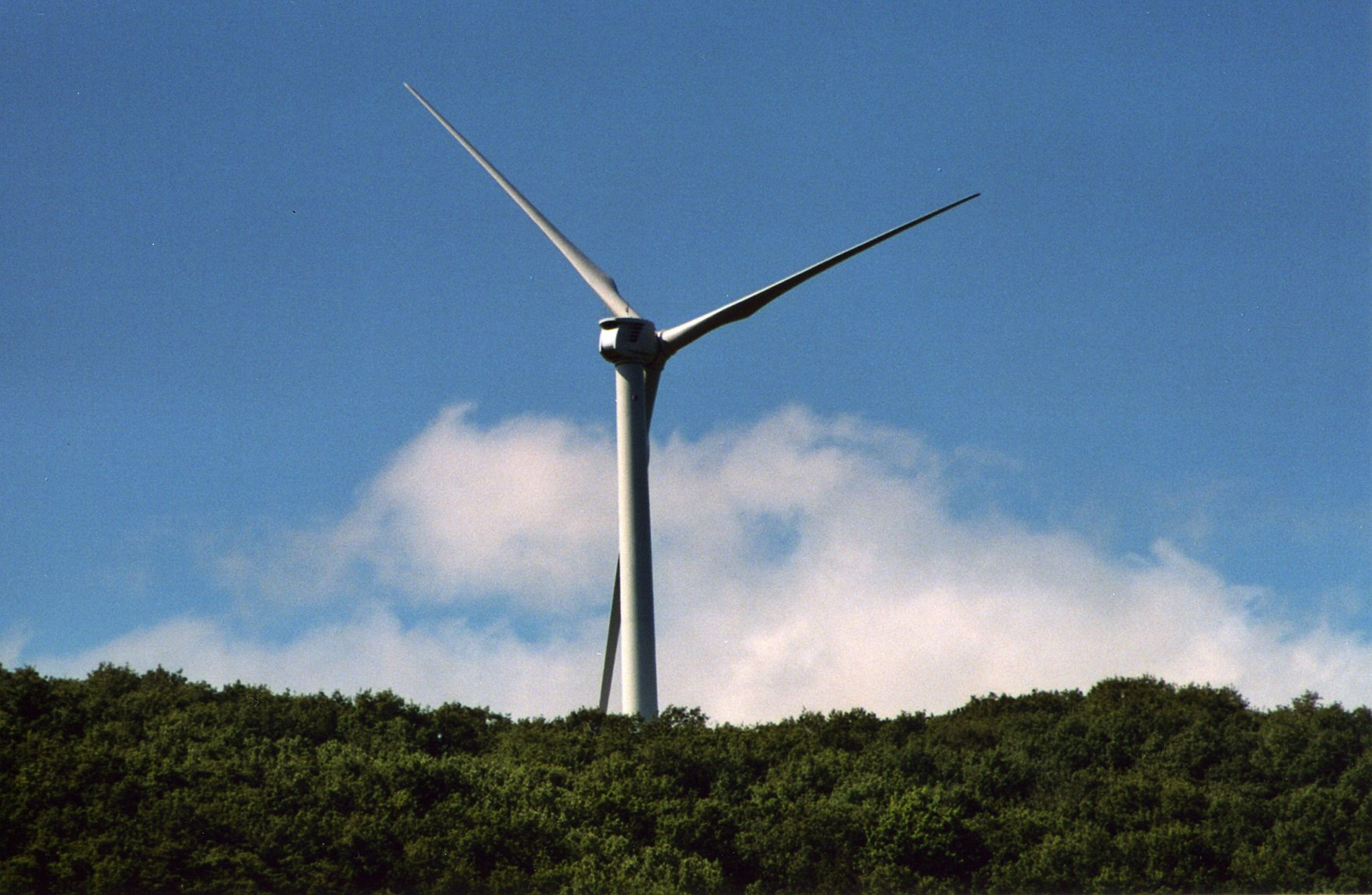
Éolienne Liberty de la ferme éolienne de Dutch Hill

L'Éolienne Liberty (en anglais : Liberty Wind Turbine) est une éolienne de 2,5 MW. Elle est la plus grande éolienne fabriquée aux États-Unis. L'éolienne a été développée grâce à un partenariat avec le département américain à l'Énergie et de son National Renewable Energy Laboratory pour Clipper Windpower:
« Conçue pour répondre aux carences des engrenages et d'autres composants industriels, et pour minimiser les maintenances non planifiées, l'éolienne Liberty répartit le couple quatre fois plus efficacement que les machines conventionnelles grâce à son système d'entraînement breveté Quantum Drive Distributed Generation Powertrain. La technologie brevetée de générateur à aimant permanent offre une plus grande efficacité du groupe motopropulseur, et le fonctionnement à vitesse variable est réalisée d'une manière plus simple et plus efficace. Une grue embarquée de deux tonnes simplifie la maintenance et réduit considérablement les coûts associés. L'installation peut être accomplie avec une grue dimensionnée pour la plupart des éoliennes de 1,5 MW. »
La commercialisation de la nouvelle éolienne Liberty a commencé en juin 2006 et les commandes fermes et les options s'élèvent à plus de 5 600 MW (2 240 unités) pour des livraisons s'échelonnant de 2007 à 2011.
L'éolienne Liberty est constituée d'une tour de 80 mètres de haut. Le diamètre du rotor est pour la version C89 de 89 mètres, de 93 mètres pour les C93, de 96 mètres pour les C96 et de 99 mètres pour les C99. Les longueurs de pales sont de 43,2 m pour les C89, 45,2 m pour les C93, 46,7 m pour les C96 et 48,2 m pour les C96. L'éolienne Liberty dispose de 4 générateurs utilisant des aimants permanents. Chacun d'eux délivre 660 kW à 1133 tr/min à une tension de 1320 V DC.